# Mandl (Familienname)
Mandl ist ein deutscher Familienname.

## Namensträger
- Albert Mandl (auch Albert Malten und A. Malden; 1860–1932), österreichischer Lehrer und Schriftsteller
- Antonín Mandl (1917–1972), tschechischer katholischer Theologe
- Bernhard Mandl (Bernát Mandl; 1852–1940), österreichisch-ungarischer Lehrer, Historiker und Mitbegründer des jüdischen Museums in Budapest
- Bernhard Michael Mandl (um 1660–1711), Salzburger Bildhauer
- Claus Mandl (1947/1948–2007), österreichischer Fernseh-Redakteur und Wissenschaftsjournalist
- Eva Maria Mandl (1902–1924), österreichische Schauspielerin, siehe Eva May
- Felix Mandl (Mediziner) (1892–1957), österreichischer Mediziner und Politiker (SPÖ), Landtagsabgeordneter
- Felix Mandl (Unternehmer) (1898–1993), österreichisch-ungarischer Unternehmer
- Felix Mandl (Fußballspieler) (* 2003), österreichischer Fußballspieler
- Franz von Mandl (1764/1767–1844), österreichischer Feldmarschallleutnant
- Franz Mandl (Fußballspieler) (1916–1988), österreichischer Fußballspieler
- Franz Mandl (Physiker) (1923–2009), österreichisch-britischer Physiker
- Franz Mandl (Archäologe) (* 1953), österreichischer Historiker, Archäologe und Volkskundler
- Franz Mandl (Politiker) (* 1958), österreichischer Politiker (BZÖ), ehemaliger Kärntner Landtagsabgeordneter
- Friedrich Mandl (1901–1983), deutscher Landwirt und Politiker (CSU)
- Fritz Mandl (Industrieller) (1900–1977), österreichischer Industrieller
- Fritz Mandl (Kameramann) (Pseudonym Fred Mandl; 1908–1985), deutsch-US-amerikanischer Kameramann
- Gerald Mandl (* 1970), österreichischer Tennisspieler
- Gerhard W. Mandl (* 1954), österreichischer Geologe
- Gerwald Mandl (* 1940), österreichischer Hochschullehrer und Ökonom
- Heinz Mandl (* 1937), deutscher Pädagoge
- Herbert Mandl (* 1961), österreichischer Alpinskitrainer
- Herbert Thomas Mandl (1926–2007), tschechisch-deutscher Musiker, Philosoph und Schriftsteller
- Hermann Mandl (1857–1922), österreichisch-ungarischer Großhändler
- Horst Mandl (1936–2018), österreichischer Zehnkämpfer, Hochspringer, Weitspringer, Dreispringer und Hürdenläufer
- Ignaz Mandl (1833–1907), österreichischer Arzt und Kommunalpolitiker
- Ines Mandl (1917–2016), austroamerikanische Biochemikerin
- Julius Otto Mandl (1880–1954), österreichischer Regisseur, siehe Joe May
- Johann von Mandl (1588–1666), deutscher Staatsmann
- Johann Mandl (1899–1970), österreichischer Politiker (SPÖ)
- Johannes Mandl (1899–1937), österreichischer katholischer Geistlicher und Kunsthistoriker
- Jürgen Mandl (* 1965), österreichischer Fußballspieler, Zehnkämpfer, Bobfahrer und Sportmediziner
- Karl Mandl (1891–1989), österreichischer Koleopterologe
- Leopold Mandl (Journalist, 1849) (1849–1925), ungarisch-österreichischer Kaufmann und Redakteur
- Leopold Mandl (Journalist, 1860) (1860–1930), österreichischer Journalist und Redakteur
- Ludwig Mandl (1812–1881), ungarisch-französischer Mediziner
- Lukas Mandl (* 1979), österreichischer Politiker (ÖVP) und Mitglied des Europäischen Parlaments
- Maria Mandl (1912–1948), österreichische Wächterin im Vernichtungslager Auschwitz-Birkenau
- Petr Mandl (1933–2012), tschechischer Mathematiker
- Richard Mandl (1859–1918), österreichischer Komponist
- Rok Mandl (* 1988), slowenischer Skispringer
- Rudolf Mandl (1926–2010), österreichischer Landespolitiker (ÖVP)
- Thomas Mandl (* 1979), österreichischer Fußballtorhüter
- Tom Mandl (* 1978), deutscher Schlagersänger und Schauspieler
- Vladimír Mandl (1899–1941), tschechoslowakischer Jurist, Begründer des Weltraumrechts
- Wilhelm Mandl (1910–1978), österreichischer Politiker (ÖVP)
- Žiga Mandl (* 1990), slowenischer Skispringer